# Kaupthing Bank
Kaupthing Bank era la più grande banca islandese (davanti alla Landsbanki) e la settima banca dei paesi nordici, con oltre 58 miliardi di euro di asset. Offriva una gamma completa di servizi finanziari per privati, imprese ed investitori istituzionali.
Operava in Gran Bretagna, Isola di Man, Norvegia, Svezia, Danimarca, Finlandia, Paesi Bassi, Lussemburgo, Belgio, Svizzera, Germania, negli Stati Uniti e in Medio Oriente.
Nel 2007, la banca ha dichiarato utili netti per 812 milioni di euro, con circa il 70% dei profitti originati fuori dall'Islanda (33% in Islanda, 31% in Gran Bretagna, 26% in Scandinavia, 8% in Lussemburgo ed il 2% in altri Paesi).
I quartieri generali della banca si trovavano a Reykjavík.
A causa della grave crisi finanziaria che ha colpito l'economia mondiale e in particolare l'Islanda, nel corso dell'ottobre 2008 il governo islandese ha preso il controllo della banca. La banca è in seguito tornata privata, e il 20 novembre 2009 ha cambiato nome in Arion Banki.

## Storia
Kaupthing Bank è stata fondata nel 1982 e nel 2003 si è fusa con la Bunadarbanki Islands, un istituto bancario fondato nel 1930, e si è quotata in borsa.
In breve le principali tappe della storia della società:
- 1982 Kaupthing hf. viene fondata in Islanda;
- 1998 viene aperta Kaupthing Luxembourg, S.A.;
- 2000 vengono aperte Kaupthing Faroe Islands, Kaupthing New York, Kaupthing Stockholm;
- 2001 vengono aperte Kaupthing Bank Copenhagen, Kaupthing Lausanne, Sofi viene acquisita in Finlandia;
- 2002 vengono acquisite Aragon e JP Nordiska in Svezia, Auðlind in Islanda;
- 2003 Kaupthing si fonde con Búnaðarbanki Íslands sotto il nome di Kaupthing Bank, viene acquisita Tyren in Norvegia, Norvestia viene acquisita in Finlandia, Kaupthing Limited viene aperta in Gran Bretagna;
- 2004 viene acquisita A. Sundvall in Norvegia e FIH in Danimarca;
- 2005 viene acquisita Singer & Friedlander in Gran Bretagna;
- 2006 Kaupthing Limited si fonde nel Regno Unito con Singer & Friedlander e assume il nome Kaupthing Singer & Friedlander;
- 2007 Kaupthing acquisisce la società di belga di private banking e asset Management Robeco bank, rafforzando così la propria presenza nell'area Benelux. Kaupthing Foreyar nelle Isole Faroe viene venduta a Eik Banki P/F;
- 2007-2008 Kaupthing lancia la propria piattaforma web Kaupthing Edge in Gran Bretagna, Belgio, Norvegia, Germania, Finlandia, Svezia, Lussemburgo, Isola di Man e Svizzera.

## La società
Kaupthing Bank offriva ad imprese e privati una gamma completa di servizi finanziari tra cui servizi di investment banking, asset management, private banking e retail banking.
Nel 2007 la banca era stata insignita dal mensile finanziario Euromoney del premio come migliore banca dell'area nordeuropea e baltica.
Secondo una ricerca di Arthur D. Little, una delle più importanti società di consulenza strategica, Kaupthing Bank era risultata la seconda banca più efficiente d'Europa, dopo la spagnola Banco Popular Español.